# ایزومی-کو، سندای
ایزومی-کو (به لاتین: Izumi-ku) یک منطقهٔ مسکونی در ژاپن است که در سندای واقع شده‌است. ایزومی-کو ۱۴۶٫۶۱ کیلومتر مربع مساحت و ۲۱۵٬۰۴۸ نفر جمعیت دارد.